# Mont-lès-Lamarche
Mont-lès-Lamarche – miejscowość i gmina we Francji, w regionie Grand Est, w departamencie Wogezy.
Według danych na rok 1990 gminę zamieszkiwały 124 osoby, a gęstość zaludnienia wynosiła 17 osób/km² (wśród 2335 gmin Lotaryngii Mont-lès-Lamarche plasuje się na 921. miejscu pod względem liczby ludności, natomiast pod względem powierzchni na miejscu 808.).